# Hory (okres Karlovy Vary)
Hory (německy Horn) jsou obec v okrese Karlovy Vary v Karlovarském kraji. Leží zhruba sedm kilometrů jihozápadně od Karlových Varů. Žije zde 459 obyvatel. Hory leží v katastrálním území Hory u Jenišova o rozloze 7,88 km².

## Historie
První písemná zmínka o obci pochází z roku 1350. Obec Hory byly původně zemědělská lenní osada loketských hradních pánů, roku 1542 připadla Lokti. Roku 1869 se používal název Horn, v letech 1880 až 1890 se název změnil na Loketský Horn, v letech 1900 až 1910 opět Horn.
Pod obec Hory spadalo v minulosti i několik osad a samot. Největší z nich Podhoří (Hunschgrün, Hunusgrün, Hanschgrün) se nacházelo na severozápadním okraji obce. Na počátku 20. století mělo dokonce více obyvatel, než vlastní Hory. Za zvýšený počet obyvatel vděčilo rozvoji důlního a porcelánového průmyslu. V druhé polovině 20. století na místě Podhoří vznikla Loketská výsypka a Podhoří zcela zaniklo k 1. lednu 1994 zasypáním zeminou Velké loketské výsypky. K menším osídlením patřily osady Jalový Dvůr (Kaltenhof, Galtenhof) a Ovčárna (Schäferei). Samoty Schmalnhof a In der Raat (Raht, Rath) zanikly bez českého názvu. Samotu Vildenavu tvořil selský dvůr v držení rodu Lochschmidtů.
Až do 20. století byly Hory převážně zemědělskou obcí. Ještě v roce 1939 zde žilo 80 rolníků, většina z nich vlastnila menší výměru polí než 20 ha.
Roku 1890 založil Johann Kämpf v obci výrobu keramického zboží a během následujících deseti let další majitelé porcelánku se 40 zaměstnanci. V Horách se vyráběly jídelní servisy. Porcelánka se rozrůstala a pracovalo v ní až 350 dělníků. Výroba byla změřena výhradně na export. Roku 1919 došlo ke sloučení porcelánky Hory se sousední pobočkou v Jenišově. Krize ve 30. letech 20. století však způsobila pokles odbytu a 300 dělníků ztratilo práci. Zaměstnanci odešli do okolních porcelánek, zejména do porcelánky na Jalovém vrchu.
Část obyvatel Hor pracovala při těžbě a zpravování kamene na vrchu Roh, kde se od počátku 19. století těžil čedič. Celá silnice z Karlových Varů do Lokte, dokončená roku 1839, byla budována z místního kamene. Po roce 1860 byla na Rohu postavena drtírna kamene, jejíž drtiče už poháněl elektrický proud. Další štěrkovna byla otevřena roku 1913. Obě štěrkovny se později spojily a v třísměnném provozu zaměstnávaly místní obyvatele. V pořadí třetí drtírna štěrku byla na vrchu Roh otevřena roku 1953.
Obživu místním obyvatelům, zejména z Podhoří, poskytovaly i nedaleké malé hlubinné doly, především důl Poldi v Jenišově, které těžily uhlí od druhé poloviny 18. století.
Zajímavá událost se v obci odehrála po skončení druhé světové války. Přestože demarkační linií byl Chebský most v Karlových Varech, nedočkavá Rudá armáda dorazila 13. května až za dohodnutou linii a obsadila Hory. Američané nakonec souhlasili, aby Hory jako země nikoho připadly Rusům. Teprve později se demarkační závora vrátila na dohodnutý Chebský most.
Roku 1954 umístila československá armáda do katastru Hor muniční sklad. Plocha 10 hektarů byla 40 let územím s přísným zákazem vstupu. Po opuštění území roku 1994 byl umožněn volný vstup do lesa. V místě bývalého muničního skladu vznikla Farma a Obora Hory.
V roce 2010 byly v Horách uvedeny do provozu dvě fotovoltaické elektrárny s označením FVE HORY 1 a FVE HORY 2, první o výkonu 2,18 MW, druhá o výkonu 1,62 MW.

## Přírodní poměry
Jižní část území obce se nachází v geomorfologickém celku Slavkovský les, menší, severní část, v Sokolovské pánvi.
Nejvyšším bodem území je vrchol hory Roh (též Suk či Hornberg) s nadmořskou výškou 579 metrů.
Severní část katastru zaujímá rekultivovaná Loketská výsypka, jižní část rozsáhlé hospodářské lesy, s prudkými svahy do údolí Ohře.

### Geologická stavba
V jižní části území tvoří horninové podloží granity až granodiority karlovarského plutonu s mnoha žulovými skalními útvary. V jižní části území převažují třetihorní uloženiny Sokolovské pánve, zčásti překryté skrývkovými hmotami východního okraje Loketské výsypky. Výrazným geologickým a geomorfologický prvkem je hora Roh. Geologicky se jedná o třetihorní sopečný sopouch v západním předpolí doupovského vulkanického centra, který prorazil žuly karlovarského plutonu a později byl denudací vypreparován nad úroveň okolního terénu. Tvoří ho čedičová hornina, podle chemické klasifikace výlevných hornin se jedná o olivinický nefelinit. Po dlouholeté těžbě čediče ve velkém kamenolomu se v lomové stěně zachovala ukázkově vyvinuta sloupcovitá odlučnost, lidově nazývaná jako kamenné varhany.
Jihozápadně od hory Roh (579 metrů) se na náhorní plošině vyskytují velké porfyrické vyrostlice draselného živce ortoklasu, vytvářejících srostlice podle tzv. karlovarského zákona. Tyto mineralogicky zajímavé zdvojčatělé srůsty krystalů živce jsou známé jako karlovarská dvojčata. Vznikly během krystalizace žulového magmatu a uvolnily se při zvětrávání tzv. loketské žuly na povrchu. Hojně se vyskytovaly v ornici, avšak po přeměně polí na pastviny jsou již nálezy mnohem vzácnější. Mineralogickým výzkumech karlovarských dvojčat se zabýval i Johann Wolfgang Goethe, jež v roce 1807 popsal tuto mineralogickou zajímavost ve zvláštním pojednání o nerostech karlovarského okolí.
Lokalita výskytu karlovarských dvojčat je mineralogickou lokalitou Geoparku Egeria, části Česko-bavorského geoparku. Informační panel Česko-bavorského geologického parku je umístěn u cesty k Farmě Hory.

### Vodstvo
Obcí neprotéká žádná řeka a kromě několika bezejmenných vodotečí ani žádný větší potok. Jižní hranici katastrálního území tvoří levý břeh řeky Ohře. Na území obce se nachází několik rybníků, k těm větším patří Podhořský, Březovský a Ovčí rybník. Mnoho vodních ploch se nacházelo v Podhoří, které však zanikly při melioracích nebo byly zasypány skrývkovými hmotami z hnědouhelného lomu Jiří. V katastru Hor však zůstalo 9,5 hekatru vodních ploch. Na Rohu byl v roce 1903 postaven vodojem, který však kapacitně nestačil. Problém nedostatku pitné vody vyřešila až stavba vodovodu roku 1990.
V letech 1961 až 1962 byl za účelem ověření hydrologického charakteru oháreckého zlomového pásma vyhlouben při levém břehu Ohře pod Vildenavou průzkumný hydrogeologický vrt. Vrt je hluboký 231,2 metrů a u zastřešeného přelivu, označeného jako pramen Hořčička, je turistické odpočívadlo.

### Flora
Na svazích vrchu Roh roste na čedičovém podkladu teplomilná květena. Řada druhů rostlin patří mezi chráněné a ohrožené, například koniklec luční (Pulsatilla pratensis), hořec jarní (Gentiana verna) či vstavač osmahlý (Orchis ustulata).

### Ochrana životního prostředí
Do jižní části katastrálního území zasahuje CHKO Slavkovský les. Žulové skalní útvary při levém břehu Ohře v nejjižnější části území jsou chráněny jako Národní přírodní památka Svatošské skály.

## Obyvatelstvo
Po druhé světové válce následoval odsun německého obyvatelstva. Došlo k prudkému poklesu počtu obyvatel a zároveň se výrazně změnilo národnostní složení.
Nejvyššího počtu obyvatel dosáhla obec Hory (bez Podhoří) v roce 1930.
| Rok            | 1869 | 1880 | 1890 | 1900 | 1910 | 1921 | 1930 | 1950 | 1961 | 1970 | 1980 | 1991 | 2001 | 2011 | 2021 |
| Počet obyvatel | 268  | 285  | 373  | 417  | 448  | 470  | 617  | 244  | 257  | 321  | 197  | 168  | 185  | 206  | 364  |
| Počet domů     | 36   | 39   | 46   | 50   | 54   | 55   | 77   | 88   | 88   | 86   | 51   | 57   | 59   | 70   | 123  |

| Rok            | 1869 | 1880 | 1890 | 1900 | 1910 | 1921 | 1930 | 1950 | 1961 | 1970 |
| Počet obyvatel | 184  | 167  | 274  | 430  | 471  | 458  | 411  | 147  | 135  | 0    |
| Počet domů     | 27   | 26   | 38   | 45   | 46   | 45   | 48   | 44   | 0    | 0    |

## Obecní správa
Do roku 1930 obec spadala do okresu Loket, roku 1950 byla převedena pod Karlovy Vary. V letech 1960 až 1974 byly Hory částí obce Jenišov a spolu s ním od 1. července 1975 do 31. prosince 1993 pak částí města Karlovy Vary. Na rozdíl od Jenišova se ale Hory opět osamostatnily až k 1. lednu 1994.

### Obecní symboly
Znak a vlajka byly obci uděleny rozhodnutím předsedy Poslanecké sněmovny Parlamentu České republiky dne 19. ledna 2007.

## Doprava
Území obce rozděluje Dálnice D6 a odděluje vlastní obec od Loketské výsypky. Silnice se nachází severně od zastaveného území obce a byla dokončena v roce 2010.

## Pamětihodnosti
Na území katastru Hor se nachází dvě kulturní památky.
- Smírčí kříž u samoty Vildenava.[23] Kříž byl do Vildenavy přemístěn roku 1990 poté, co byl nalezen na skládce mezi Žalmanovem a Činovem.[24]
- Archeologické stopy jihovýchodně od obce, hromady železné strusky, dokladující historické středověké zpracování železné rudy.[25]

### Další památky
- Dům čp. 1, poslední dům v Horách při silnici do Karlových Varů. Jedná se o stavení se zděným přízemím s hrázděným patrem na roubeném věnci, které si jako jediné zachovalo typickou lidovou architekturu oblasti z doby kolem roku 1800.[26]
- Opravená kaplička z roku 1900, zasvěcená dne 20. září 1997 sv. Anežce Přemyslovně, stojící na místě původní dřevěné kaple zřízené řádem křižovníků s červenou hvězdou.[27]

## Fotogalerie

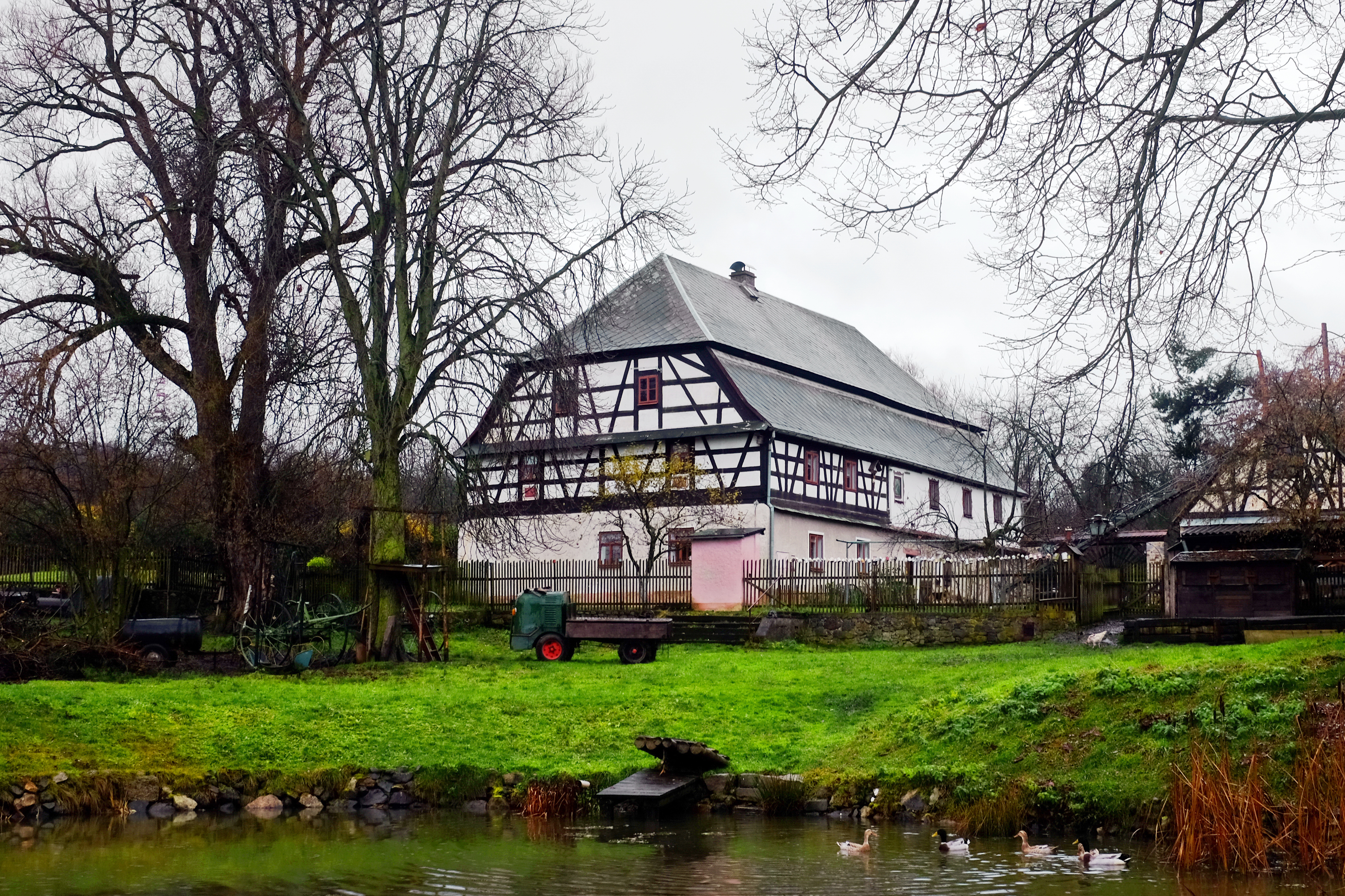
Hrázděnka čp. 1
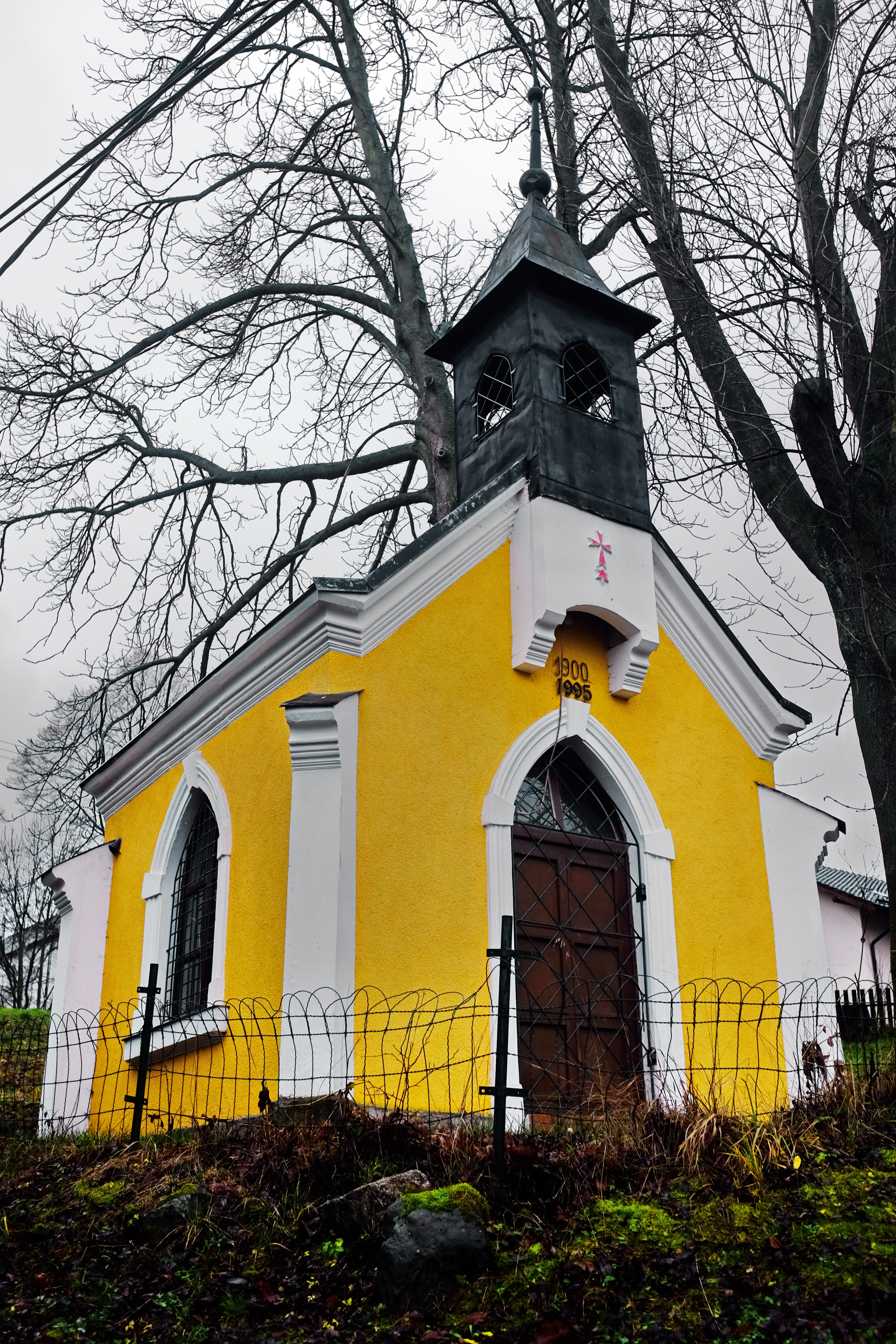
Kaplička
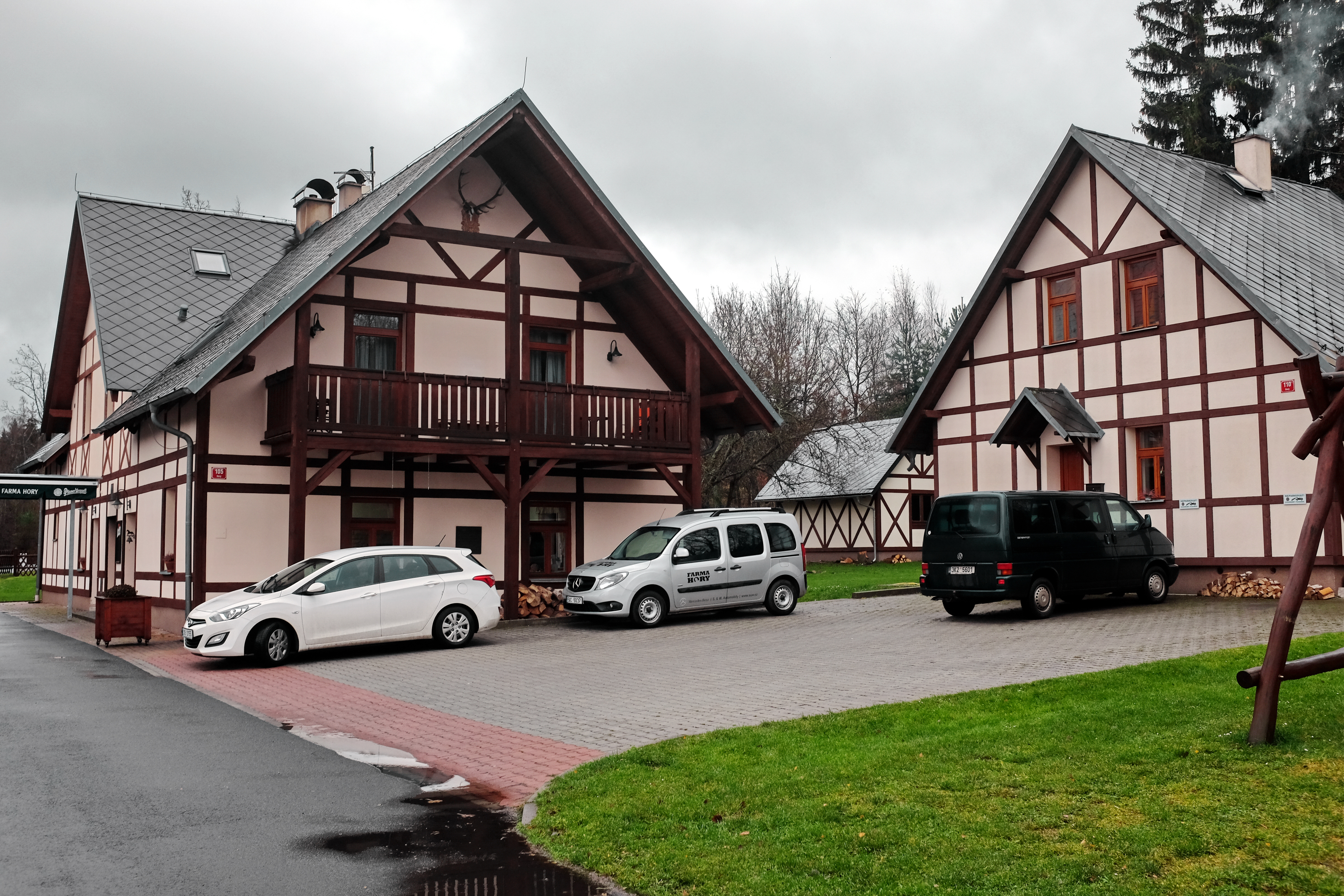
Farma Hory
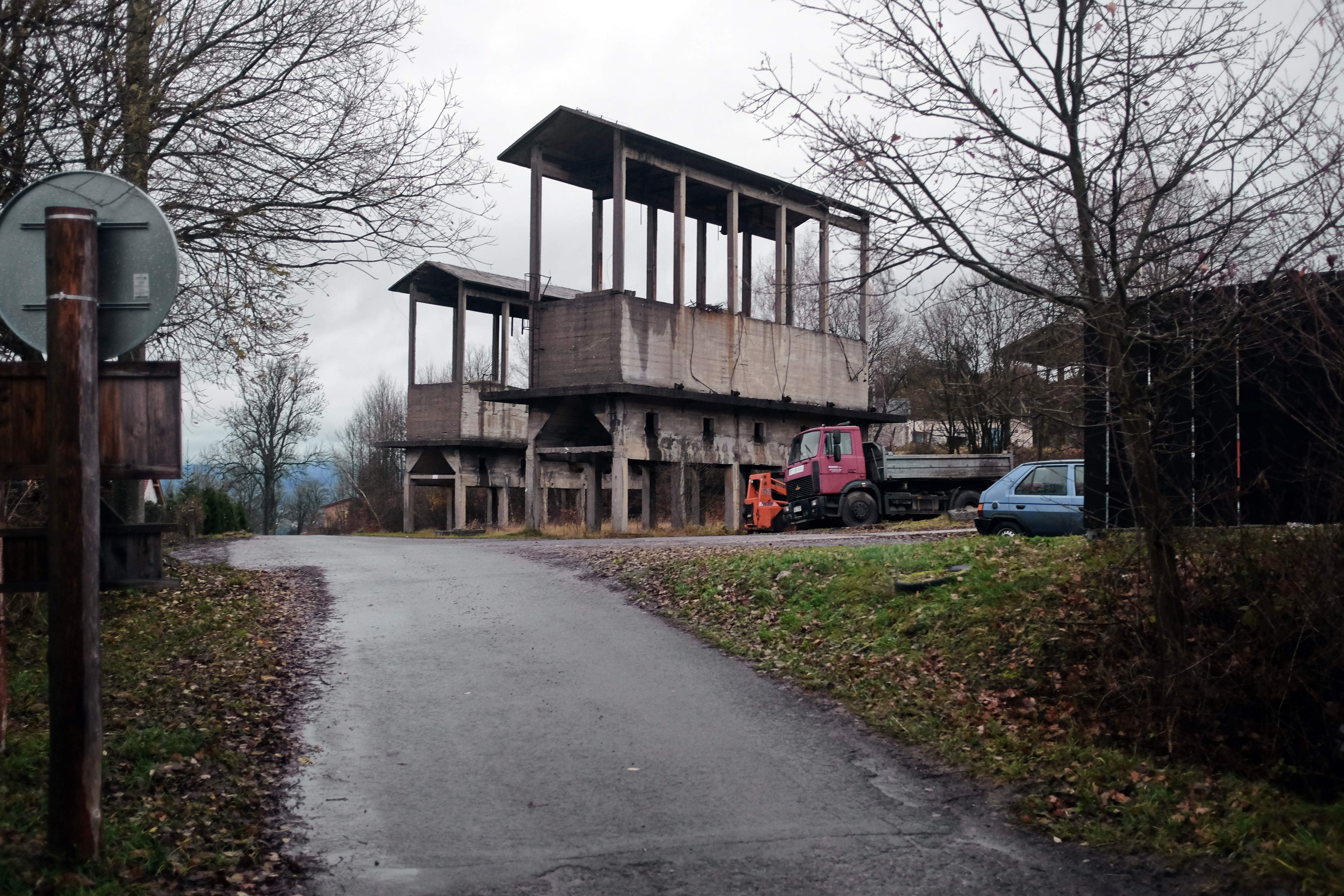
Bývalé zásobníky štěrku
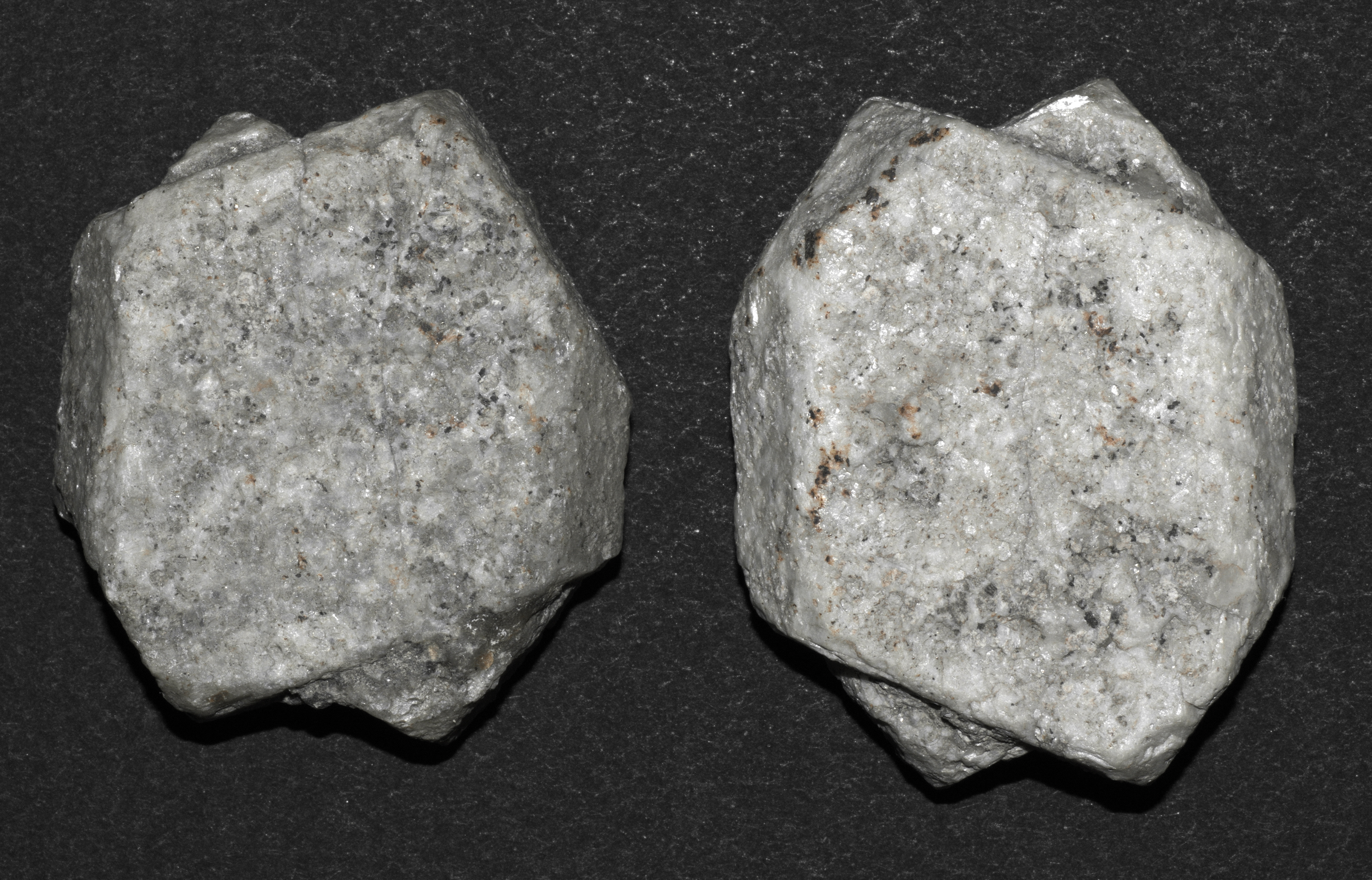
Karlovarská dvojčata
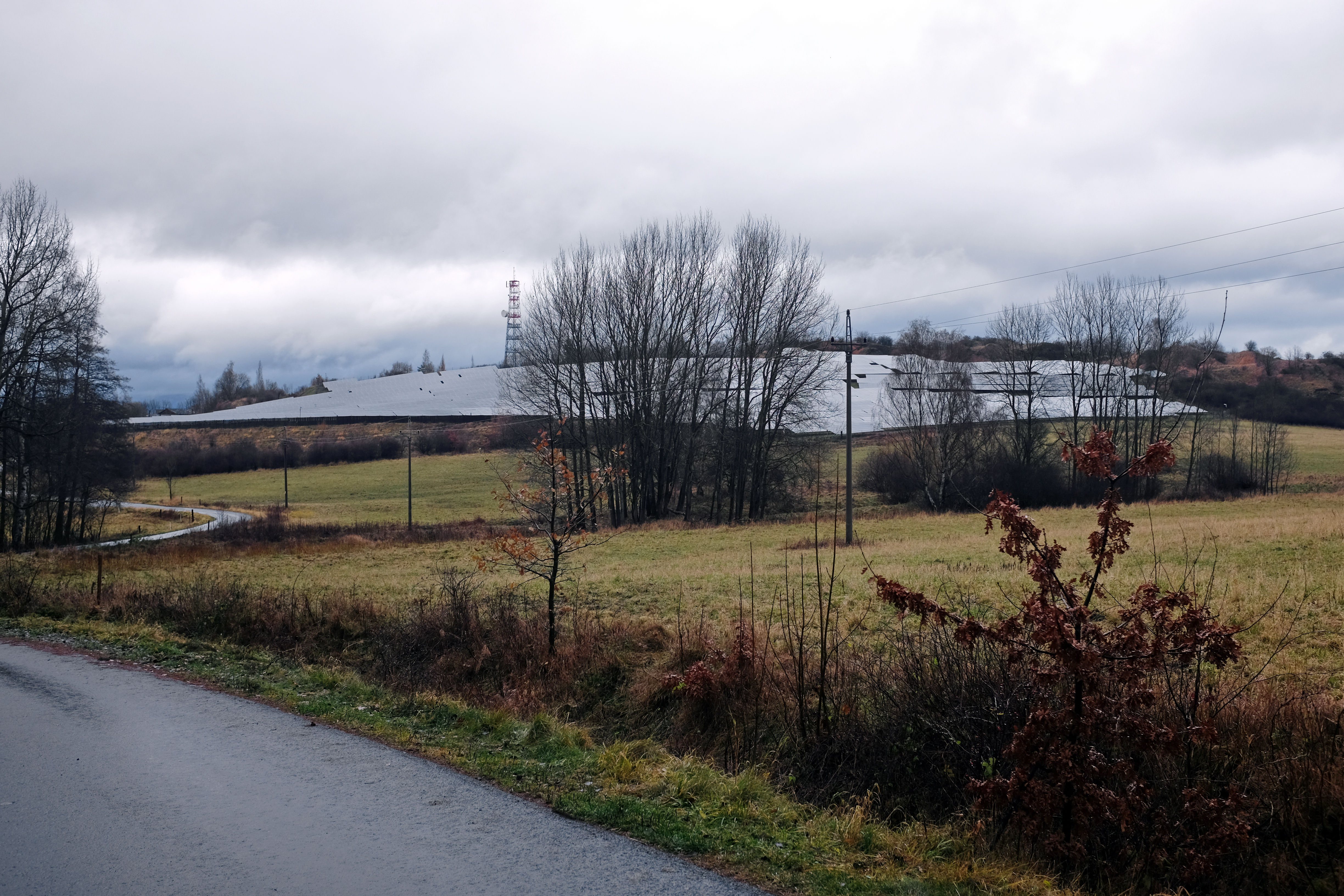
Fotovoltaické panely
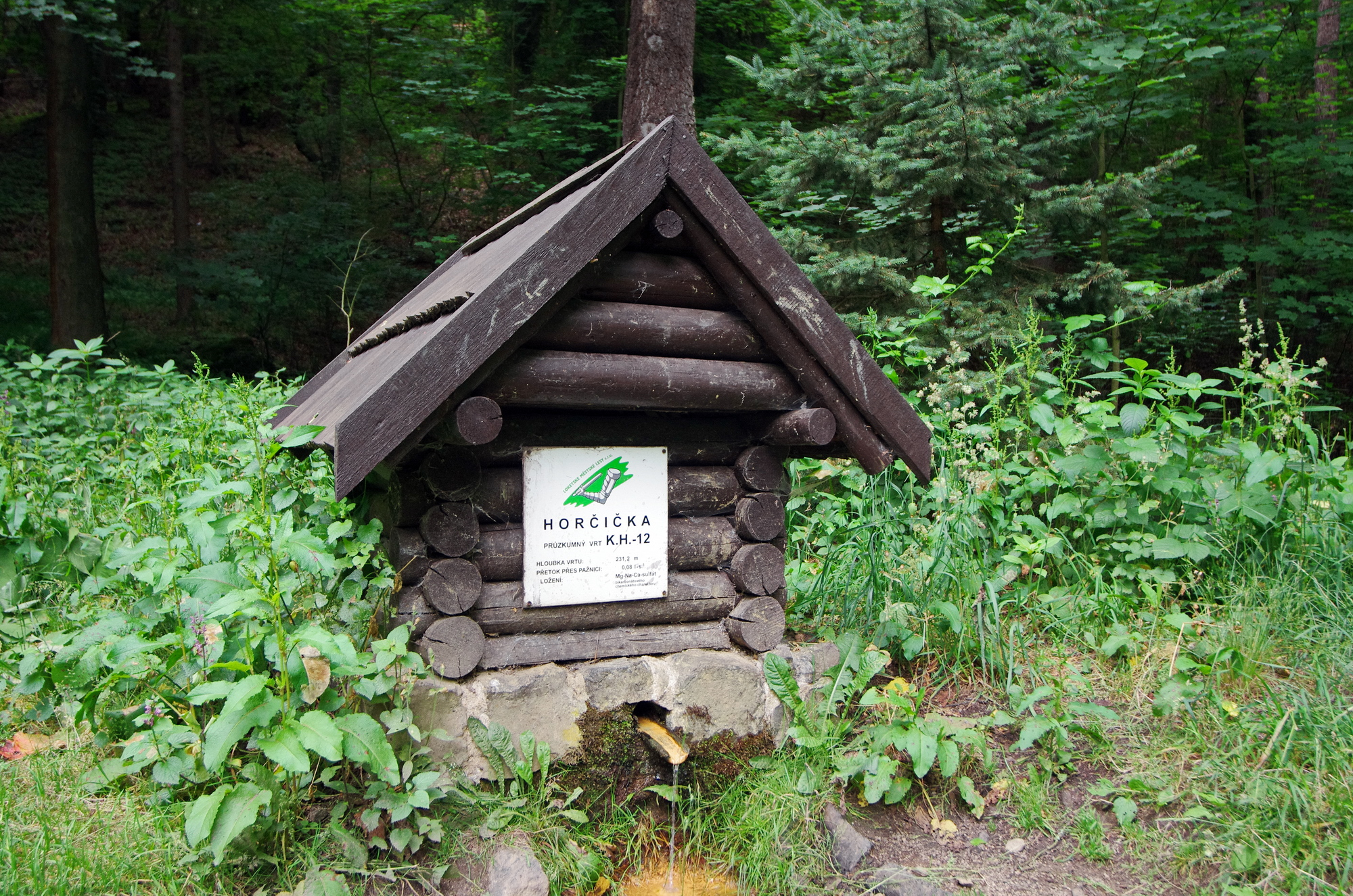
Vrt Hořčička
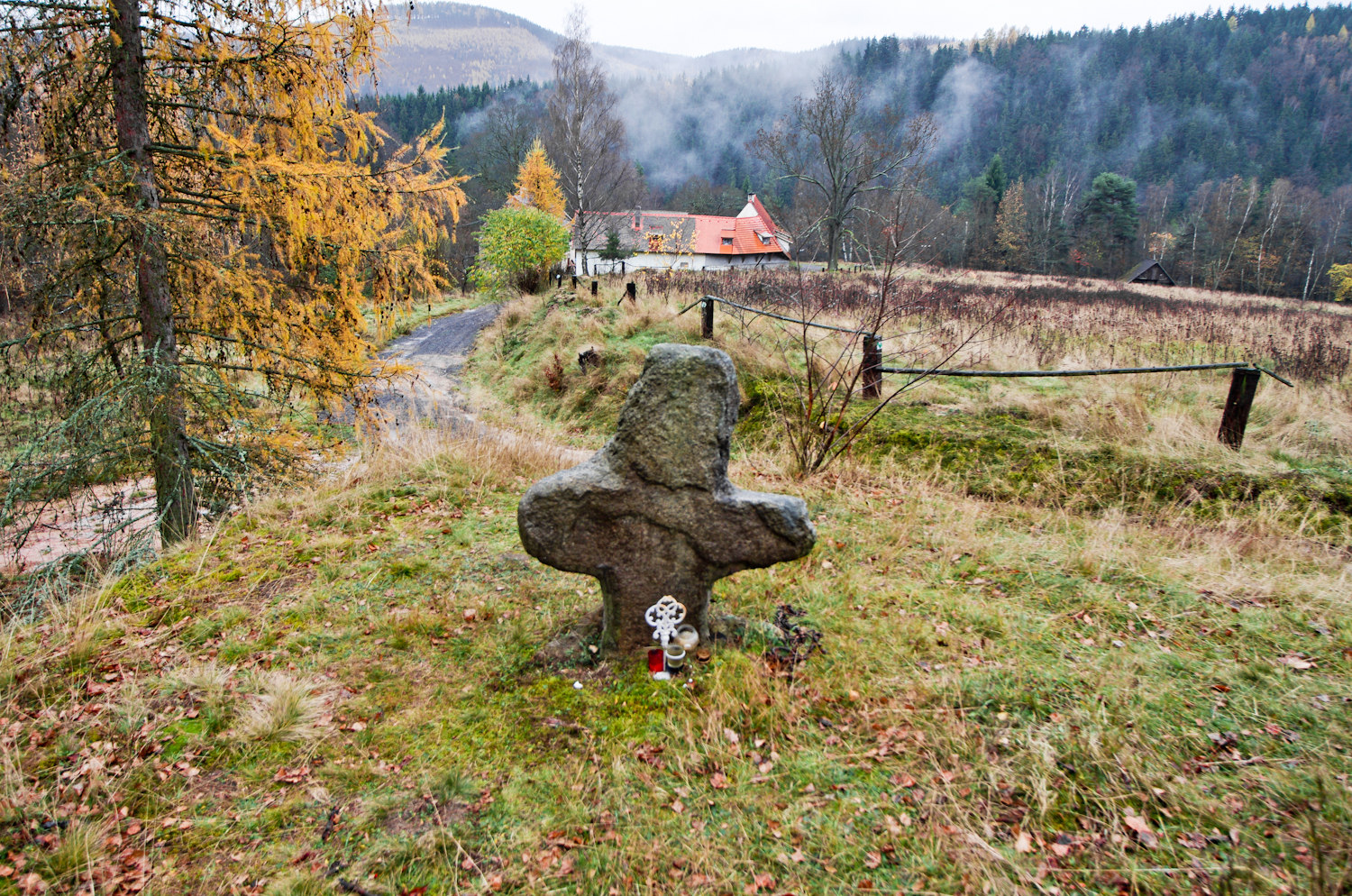
Smírčí kříž ve Vildenavě
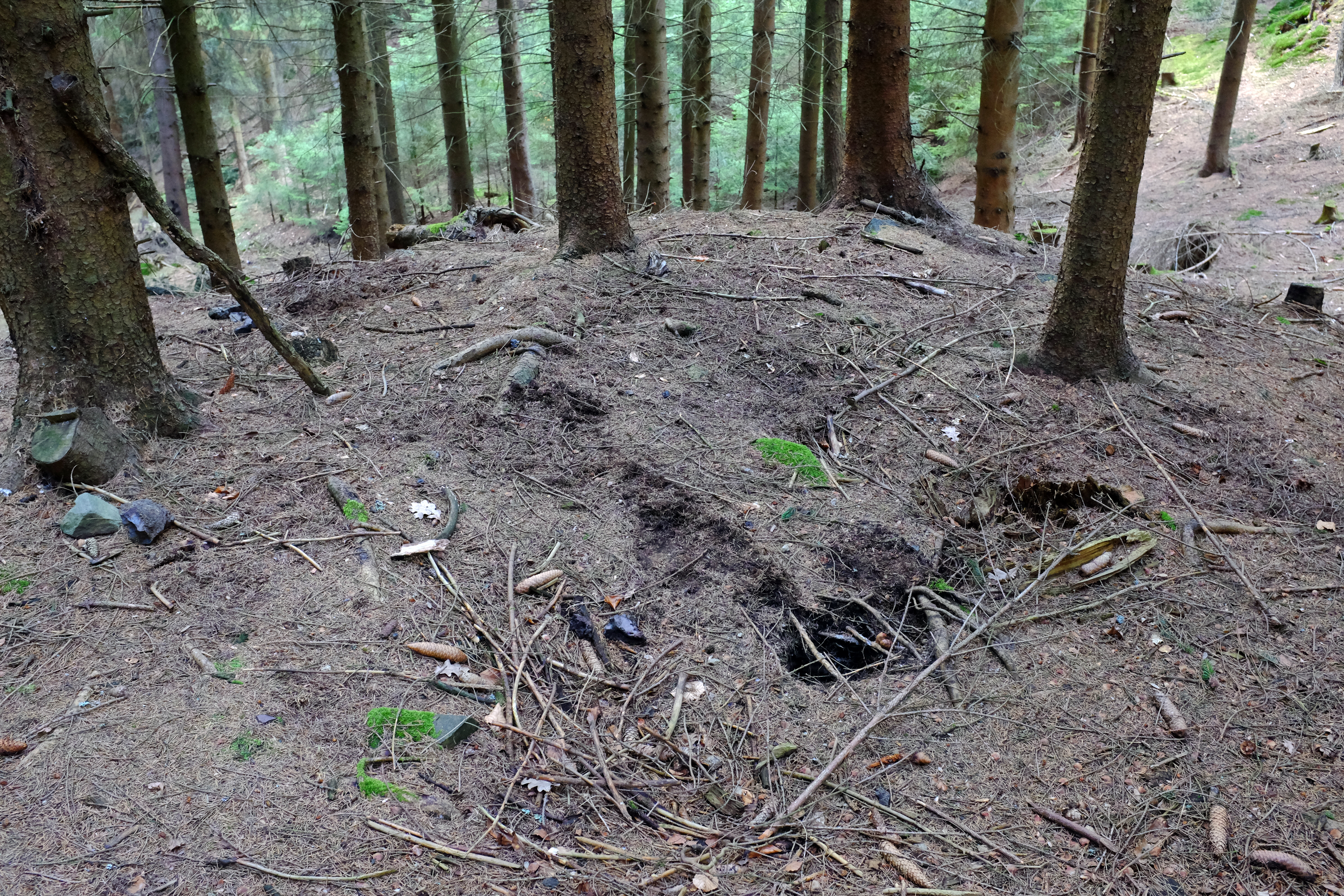
Památkově chráněné hromady železné strusky